# Moscòfor

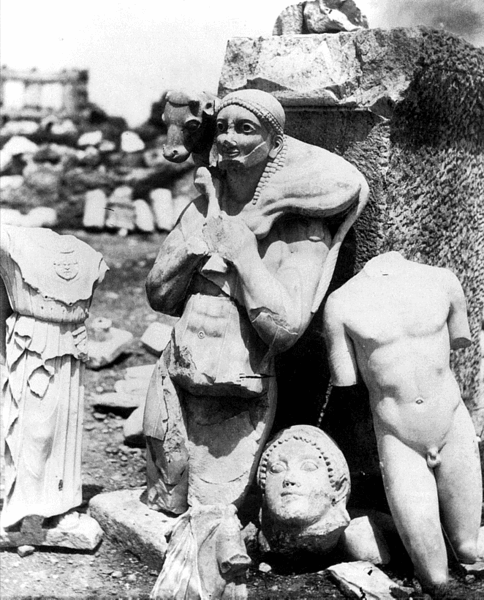
Fotografia entre les runes de l'Acròpoli d'Atenes de l'any 1866.

El Moscòfor o portador del vedell (en grec: Μοσχοφόρος), és una escultura tipus kouros que data de l'any 570 aC i que va ser esculpida per algun artista dels tallers d'Àtica, regió de l'antiga Grècia, amb marbre del Mont Himet, i incrustacions de pedra als ulls, és considerada com una de les obres mestres del Període arcaic de Grècia. L'escultura va ser trobada entre les runes de l'Acròpoli d'Atenes i s'exposa de forma permanent al Museu de l'Acròpoli d'Atenes.

## Simbologia
La peça representa un kouros –una escultura d'un baró jove portant sobre les espatlles un vedell acabat de néixer. datada a partir del període arcaic de l'art grec (entre 650 aC al 500 aC). És un tipus d'escultura que va imperar durant els segles VIII - VI aC. L'equivalent femení són les korai (singular koré). Mostra el característic somriure arcaic.
L'escultura es considera un exvot, i va ser una ofrena dedicada per Romvos fill de Pales,-segons una inscripció a la seva base–, a Atenea o Atena deessa de la saviesa, l'estratègia i la guerra justa. Va ser considerada una mentora d'herois i adorada des de temps remots com a patrona d'Atenes, on es va construir el Partenó per retre-li culte. D'altra banda, en la cultura de la Grècia Antiga, kriophoros (en grec: κριοφόρος) o criophorus, el «porta-vedell» és una figura que commemora el solemne sacrifici d'un vedell. Encara que també és possible que fes referència a Miló de Crotona, un atleta que s'entrenava corrent amb un xai per la ciutat. Segons anava passant el temps el xai anava creixent, per la qual cosa l'entrenament de l'atleta s'anava incrementant. A més a més en aquesta època era freqüent que els Kouros representessin guanyadors de jocs o reconeguts atletes.

## Troballa
A les excavacions arqueològiques fetes a l'Acròpoli d'Atenes de l'any 1866 es van descobrir en una fossa, excavada segurament durant la invasió persa, catorze imatges de kórai i koúroi arcaics, entre les quals destaquen el Moscòfor i el Cap de Rampin. Totes les escultures d'aquesta època presenten els ulls en forma d'ametlla i un somriure «arcaic» que tracta d'expressar una plàcida beatitud, els seus músculs estan realitzats amb una gran elegància. És de marbre, té una alçada de 165 cm i es troba al Museu de l'Acròpoli d'Atenes.